# 眠れぬ夜のひとりごと
「眠れぬ夜のひとりごと」（ねむれぬよるのひとりごと）は、風味堂初のシングルで、メジャー・デビュー作。2004年11月10日発売。発売元はビクターエンタテインメント。

## 解説
TBS系「CDTV」の11月度オープニング・テーマ曲。

## トラック
1. 眠れぬ夜のひとりごと
（作詞・作曲:渡和久）
2. 散歩道
（作詞・作曲:渡和久）